# XTAR-EUR
XTAR-EUR est un satellite de télécommunications gouvernementales espagnol appartenant à l'opérateur XTAR. Situé à 29° est, il doit fournir pendant plus d'une quinzaine d'années des services de télécommunications gouvernementales et militaires à l'Espagne, aux États-Unis d'Amérique et à leurs alliés.

## Description
Construit par Space Systems/Loral sur une plateforme SS/L 1300, il est équipé de 12 transpondeurs en bande X pouvant diffuser de la côte Est du Brésil jusqu'à Singapour en couvrant l'océan Atlantique, l'Europe, l'Afrique, le Moyen-Orient et une partie de l'Asie. Un second satellite gouvernemental espagnol, Spainsat, utilise cette plateforme, 
Il a été lancé par une fusée Ariane 5 ECA (vol 164) depuis le centre spatial guyanais à Kourou avec les satellites expérimentaux Sloshsat et Maqsat-B2.
Spainsat et XTAR-EUR doivent être remplacés à partir de 2023 par le programme Spainsat NG construit par Thales et Airbus.